# Castelo Ruperra

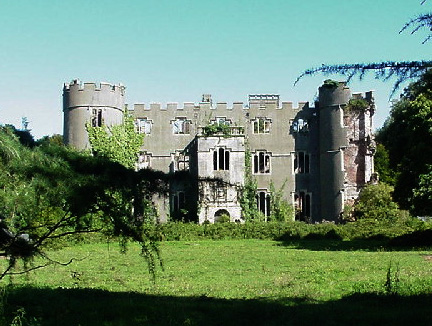
Castelo Ruperra, País de Gales.

O Castelo Ruperra (em língua inglesa Ruperra Castle) é um castelo atualmente em ruínas localizado em Caerphilly, País de Gales. 
Encontra-se classificado no grau "II" do "listed building" desde 5 de agosto de 1964.